# Vitoše
Vitoše (en serbe cyrillique : Витоше) est un village de Serbie situé dans la municipalité de Brus, district de Rasina. Au recensement de 2011, il comptait 37 habitants.

## Démographie
| 1948 | 1953 | 1961 | 1971 | 1981 | 1991 | 2002 | 2011 |
| ---- | ---- | ---- | ---- | ---- | ---- | ---- | ---- |
| 89   | 102  | 112  | 120  | 108  | 78   | 57   | 37   |

|  |